# Bouconville-Vauclair
Bouconville-Vauclair là một xã ở tỉnh Aisne, vùng Hauts-de-France thuộc miền bắc nước Pháp.